# Мартовские коты (фильм, 2001)
«Мартовские коты» (англ. Tomcats) — американская комедия 2001 года, снятая режиссёром Грегори Порье. В главных ролях заняты молодые актёры Джерри О'Коннелл, Шеннон Элизабет и Джейк Бьюзи.

## Сюжет
Фильм рассказывает о группе друзей, которые заключили пари на деньги — солидную сумму получит тот, кто женится последним. Наконец в холостяках из всей компании остаются двое. Неженатый художник-мультипликатор Майкл Делани пытается уговорить другого неженатого друга Кайла, связать себя брачными узами с потрясающей девушкой Натали, работающей офицером полиции. Ведь Майклу нужно погасить долг, образовавшийся в результате неудач в азартных играх, и если он останется последним холостяком, то деньги пари станут его. Однако всё осложняется тем, что сам Кайл пока не готов жениться, а Майкл по уши влюбляется в Натали. Чтобы отвлечься от этой дилеммы, Майкл решает пуститься во все тяжкие, попутно встречая разных женщин, каждая из которых оставляет яркие воспоминания у мужчины — к примеру, встреча с тихой библиотекаршей, оказавшейся огромной любительницей жёсткого садо-мазо и её охочей до секса бабушкой. Между тем Кайлу предстоит травмирующая операция по удалению одного из яичек. И это не считая того, что громила, требующий вернуть игорный долг, то и дело напоминает о себе.

## В ролях
- Джерри О'Коннелл — Майкл Делани
- Шеннон Элизабет — Офицер Натали Паркер
- Джейк Бьюзи — Кайл Бреннер
- Орасио Санс — Стив
- Джейми Прессли — Триша
- Берни Кейси — Офицер Хёрли
- Дэвид Огден Стайерс — Доктор Кроуфорд
- Кэндис Мишелль — Стриптизёрша
- Хэзер Стивенс — Библиотекарша Джилл
- Джулия Шульц — Шелби
- Бил Маэр — Карлос, владелец казино
- Дакота Фэннинг — девочка в парке

## Прокат
При бюджете в 11 млн долларов, фильм собрал в прокате 23,4 млн долларов.